# ورکوم
ورکوم (به هلندی: Workum) یک منطقهٔ مسکونی در هلند است که در سودوست-فریسلان واقع شده‌است. ورکوم c٫۴۰۰۰ نفر جمعیت دارد.

## نگارخانه

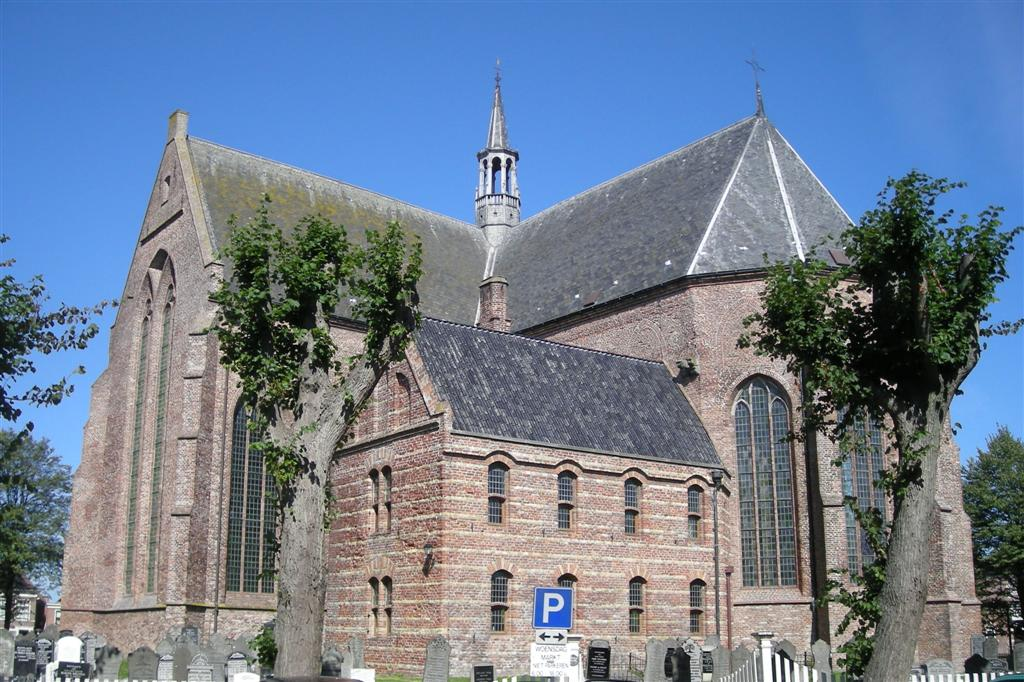
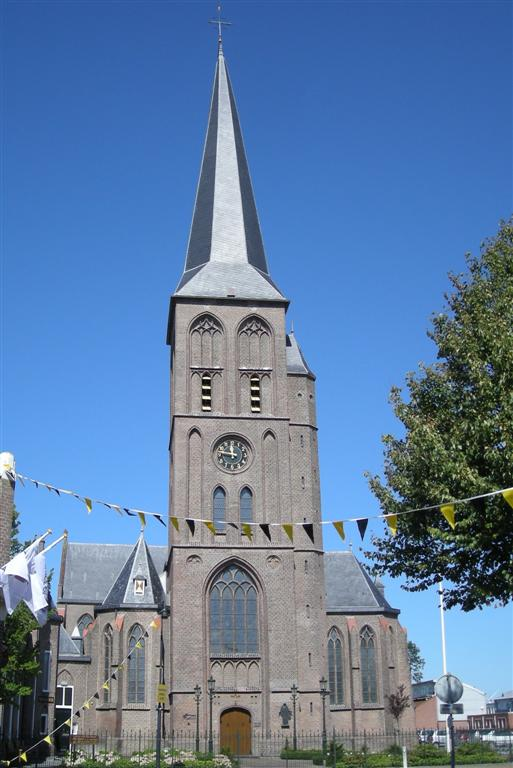
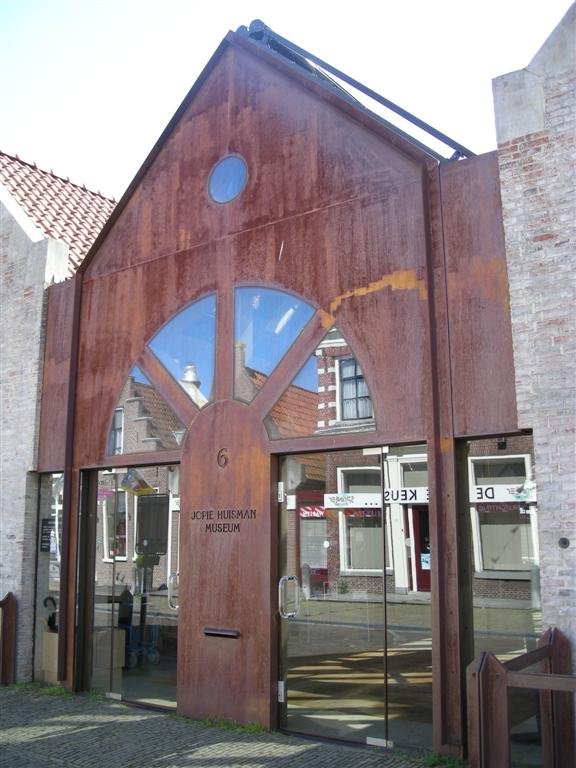